# Ramah (Terre-Neuve-et-Labrador)
Ramah est une ancienne communauté morave située dans le nord du Labrador, à environ 300 kilomètres au nord de Nain.

## Géographie
Ramah était la mission la plus au nord de la côte du Labrador, située environ 70 kilomètres au nord de Hebron.
Toutefois, la mission morave la plus septentrionale était celle de Killinek sur l'île de Killiniq, entre la baie d'Ungava et la mer du Labrador.
La baie de Ramah borde la mer du Labrador. Le fjord est relativement peu profond mais entouré de montagnes abruptes marquées par l'érosion glaciaire. Le fjord est prolongé à l'ouest par une vallée encaissée dominée par les monts Torngat.
La mission de Ramah était établie dans la plaine côtière au pied des montagnes, sur la rive nord non loin de l'entrée de la baie.
La végétation locale se compose de toundra avec une flore riche mais sans arbres compte tenu du climat polaire.

## Histoire
En 1771, le roi George III de Grande-Bretagne accorda une concession de terres à l'Église morave afin d'établir des missions pour les Inuits du nord du Labrador. Au XVIIIe siècle, le missionnaire Jens Haven et ses disciples ont construit des missions à Nain (1771), Okak (1776) et Hopedale (1782). Ces missions ont également servi de postes de traite. Plus tard, d'autres colonies moraves furent établies à Hebron (1830), Zoar (1865), Ramah (1871), Makkovik (1896) et Killinek (1904).
La mission de Ramah tire son nom de la ville de Ramallah en Palestine.
Implantée tardivement en 1871, Ramah était une petite mission comptant seulement une église avec quelques habitations en bois entourées de palissades en bois.
La population était composée de missionnaires moraves, mais était fréquentée par les Inuits.
La mission vivait de la pêche, de la chasse d'été et de la cueillette des baies.
La mission fut abandonnée dès 1908, la communauté étant demeurée très modeste et trop isolée dans un lieu hostile au climat très rude.
Aujourd'hui, tout ce qui reste de la mission de Ramah est quelques pierre tombales. On trouve également des cairns près du site de l'ancienne mission.
Les lieux, sauvages, sont désormais visités par les navires de croisière et les randonneurs se rendant dans le parc national des Monts-Torngat.

## Chert de Ramah

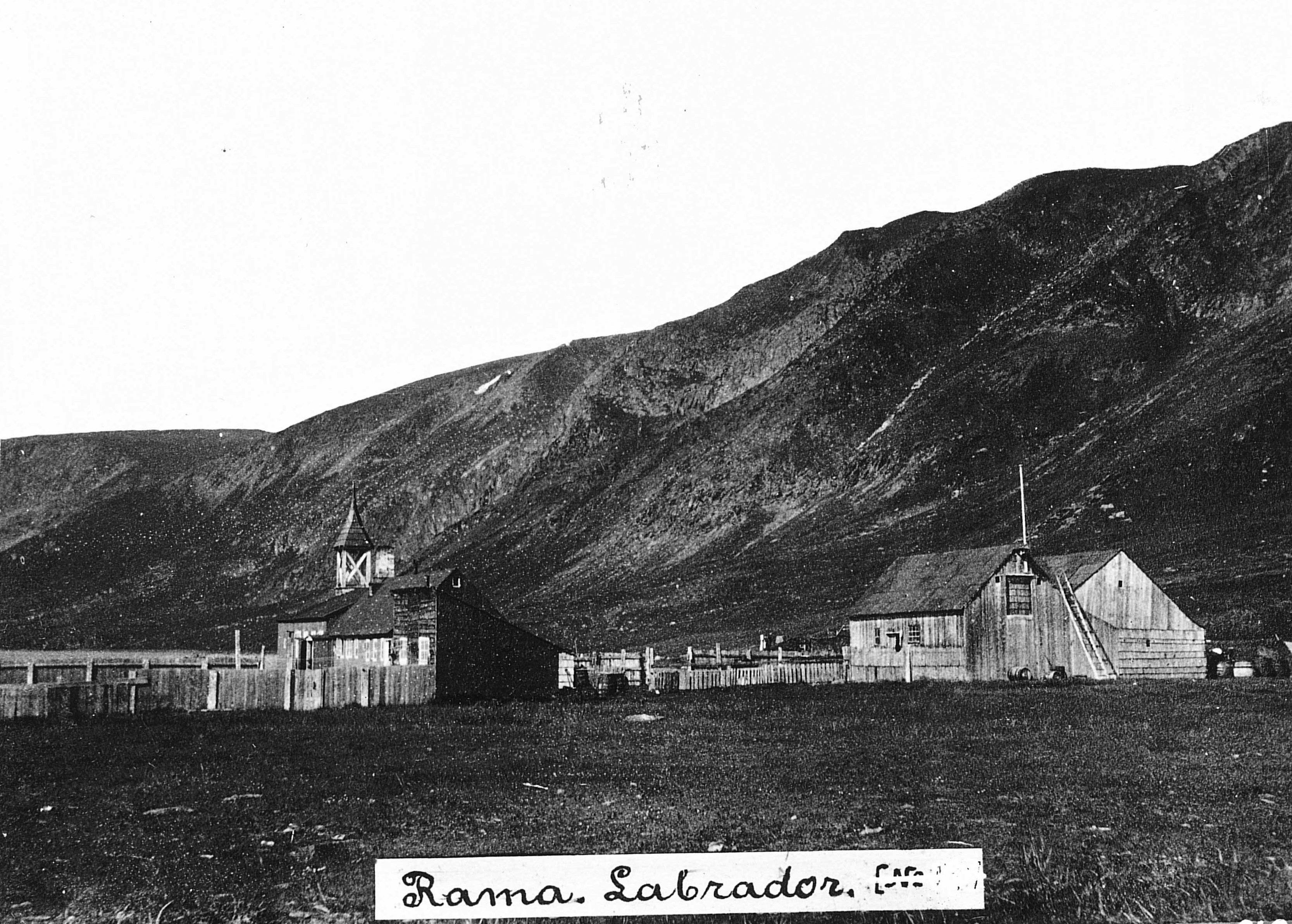
Photographie de Ramah vers 1900.

La baie de Ramah est le site d'une pierre semi-translucide gris clair peu commune avec des bandes foncées appelées chert de Ramah. Le chert de Ramah affleure dans un étroit lit géologique s'étendant du fjord Saglek au fjord Nachvak. À la baie de Ramah, la pierre de la plus haute qualité, destinée à l'écaillage des outils en pierre taillée (principalement des bifaces et des pointes de projectiles), est la plus facilement accessible.
Découvert par des groupes amérindiens pionniers, que les archéologues identifient comme la culture archaïque maritime, il y a environ 7 000 ans, la pierre était très appréciée pour ses qualités fonctionnelles aussi bien que spirituelles. Le chert de Ramah était la matière première préférée des amérindiens de l'archaïque maritime (il y a environ 7 000 à 3 500 ans) et des populations suivantes de la culture de Dorset (il y a environ 2 200 à 800 ans) et des ancêtres immédiats des Innus (environ 2 000 ans). Il y eut des contacts avec les Européens à partir du XVIIIe siècle.
Le chert de Ramah a été échangé aussi loin au sud que la Nouvelle-Angleterre et même la baie de Chesapeake et à l'ouest jusqu'aux Grands Lacs.

## Municipalités limitrophes